# 知多武豊駅
知多武豊駅（ちたたけとよえき）は、愛知県知多郡武豊町字道崎にある名古屋鉄道（名鉄）河和線の駅。駅番号はKC16。全ての定期列車が停車する。

## 歴史
- 1932年（昭和7年）7月1日 - 知多鉄道の駅として開業。
- 1943年（昭和18年）2月1日 - 知多鉄道が名古屋鉄道に合併。
- 1977年（昭和52年）10月1日 - 駅舎改築[1]。
- 1987年（昭和62年）5月 - 自動改札機設置[2]。
- 2006年（平成18年）7月14日 - トランパス導入[3]。
- 2011年（平成23年）2月11日 - ICカード乗車券「manaca」供用開始。
- 2012年（平成24年）2月29日 - トランパス供用終了。
- 2023年（令和5年）9月30日 - 終日無人化[4]。

## 駅構造
2面2線の相対式ホームの地上駅で、駅集中管理システムが導入された無人駅である（管理駅は知多半田駅）。2023年（令和5年）9月29日までは終日駅員配置駅で、西改札口（名古屋方面ホーム側）に駅員が配置されていた。
改札口は各ホームの名古屋寄りにあり、付近に自動券売機（通勤manaca定期券（新規・継続）および通学manaca定期券（継続のみ）の購入も可能。ただし、名鉄ミューズカードでの決済は7:00～22:00の間に限られる。）と自動精算機（ICカードの積み増し等も可能）を設置している。なお、互いのホームは改札口付近の跨線橋で連絡している。

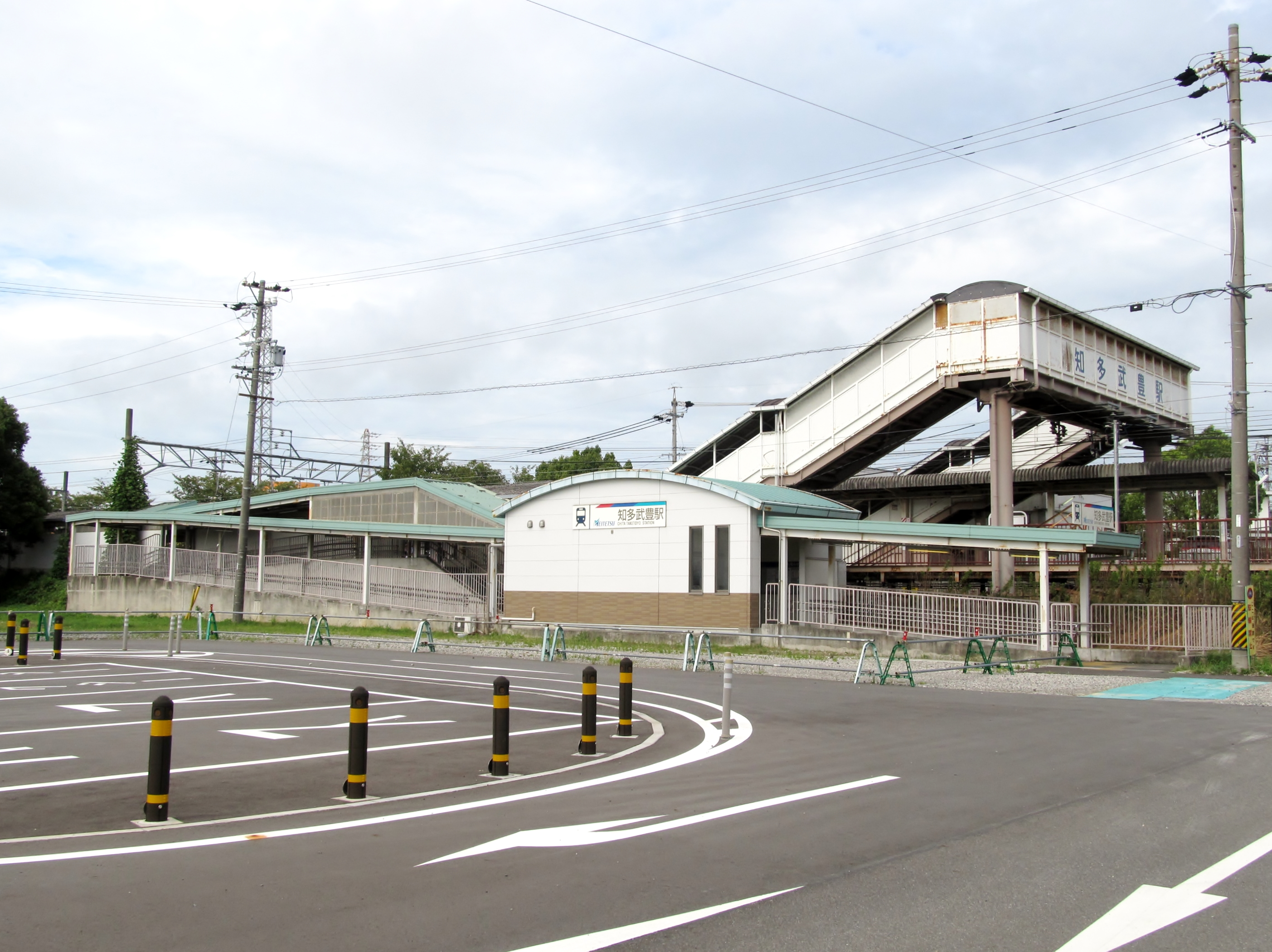
東口ロータリー
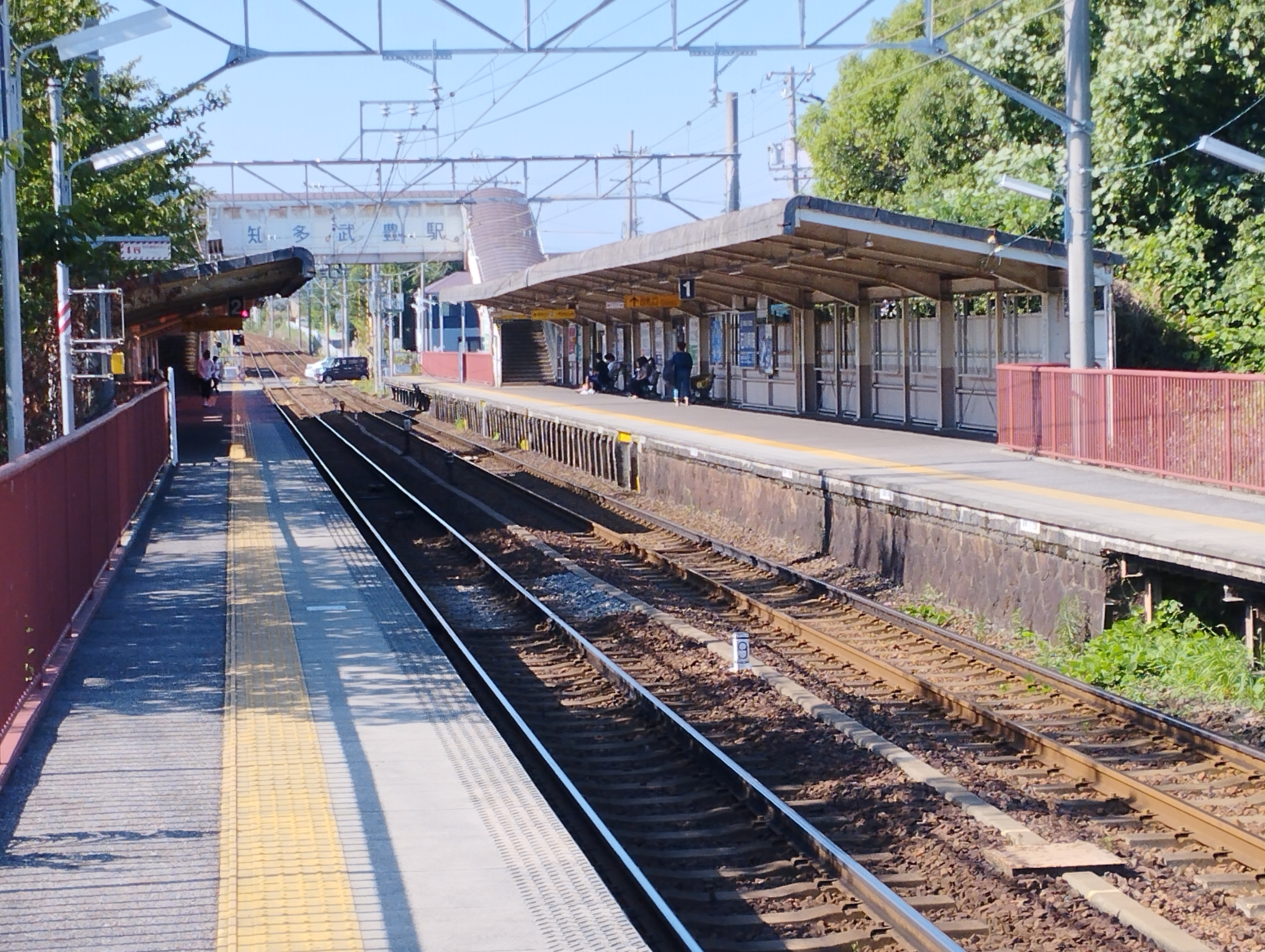
ホーム
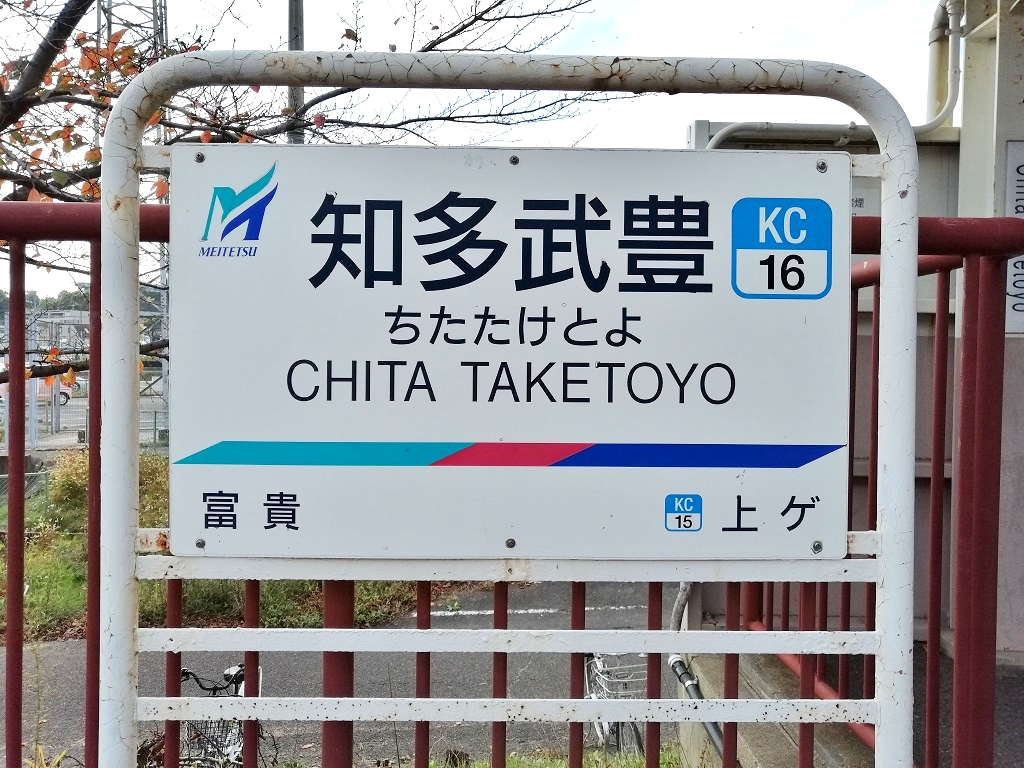
駅名標

### のりば
| 番線 | 路線      | 方向 | 行先                         |
| ---- | --------- | ---- | ---------------------------- |
| 1    | KC 河和線 | 下り | 河和・内海方面               |
| 2    | KC 河和線 | 上り | 太田川・金山・名鉄名古屋方面 |

### 配線図
| ← 太田川・ 名古屋方面 | 知多武豊駅 構内配線略図 | → 河和・ 内海方面 |
| 凡例 出典:            |                         |                   |

## 利用状況
- 「移動等円滑化取組報告書」によれば、2020年度の1日平均乗降人員は5,032人である[8]。
- 『名鉄120年：近20年のあゆみ』によると2013年度当時の1日平均乗降人員は6,308人であり、この値は名鉄全駅（275駅）中61位、河和線・知多新線（24駅）中6位であった[9]。
- 『名古屋鉄道百年史』によると1992年度当時の1日平均乗降人員は9,229人であり、この値は岐阜市内線均一運賃区間内各駅（岐阜市内線・田神線・美濃町線徹明町駅 - 琴塚駅間）を除く名鉄全駅（342駅）中46位、河和線・知多新線（26駅）中3位であった[10]。
- 「知多半島の統計」によると、当駅の各年度の1日平均乗車人員は以下の通りである[11]。

| 年度               | 1日平均 乗車人員 |
| ------------------ | ---------------- |
| 2010年（平成22年） | 2,914            |
| 2011年（平成23年） | 2,944            |
| 2012年（平成24年） | 3,014            |
| 2013年（平成25年） | 3,155            |
| 2014年（平成26年） | 3,054            |
| 2015年（平成27年） | 3,129            |
| 2016年（平成28年） | 3,110            |
| 2017年（平成29年） | 3,131            |
| 2018年（平成30年） | 3,181            |
| 2019年（令和元年） | 3,134            |

※ 東に500m程にあるJR武豊線 武豊駅は乗車人数が697人（2019年度）しかいないので、知多武豊駅はその4倍以上の乗車人数がいる。しかし利用客は若干JRに流れており減少傾向である。

## 駅周辺

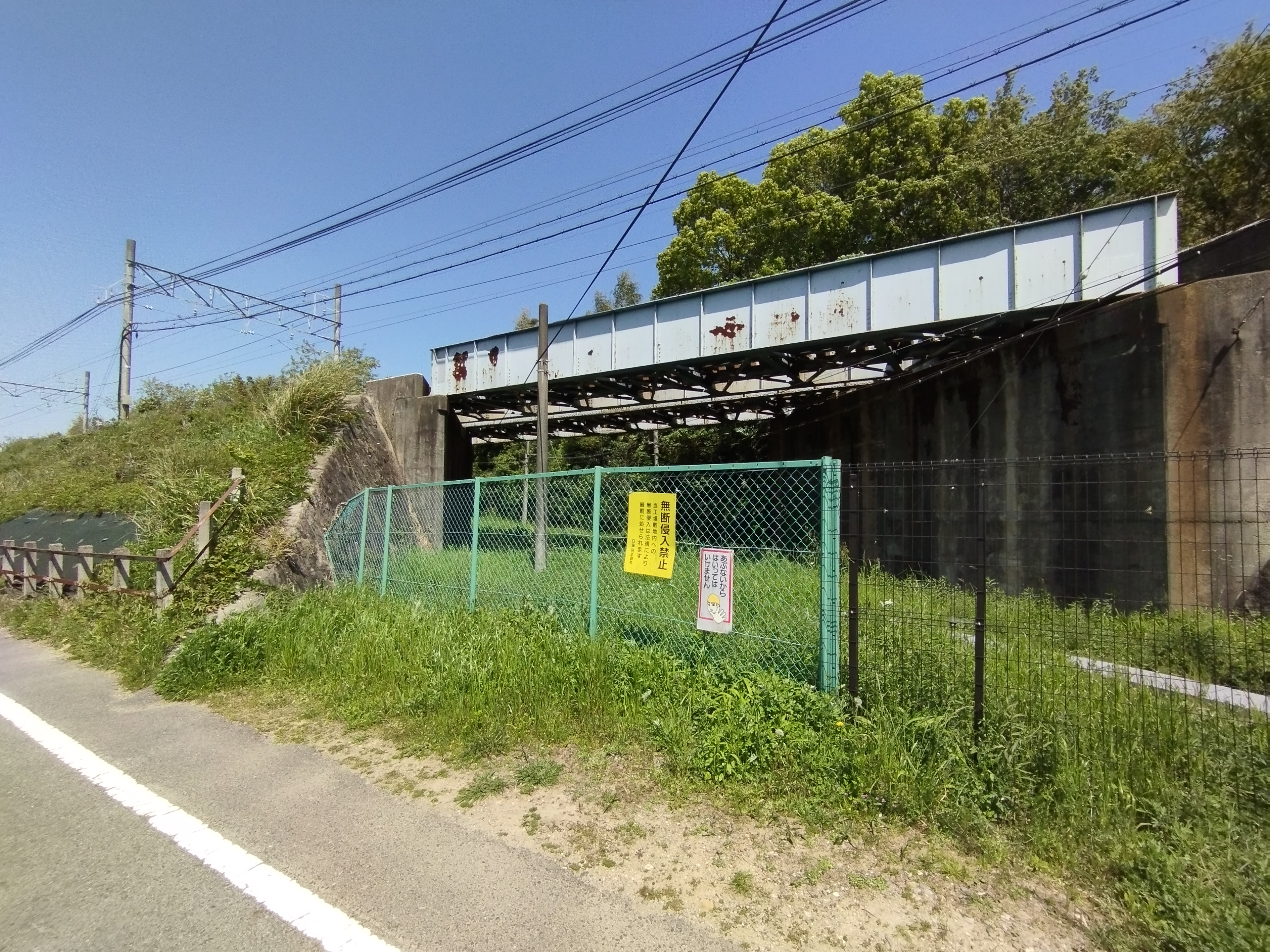
河和線と日本油脂専用線跡の交差部

当駅南方で国鉄武豊駅から日油武豊工場への専用線（当時の社名は日本油脂。1986年（昭和61年）廃止）を跨いでいたため、アップダウンする線形が現在も残っている。当時の武豊線は非電化であったが、この専用線は電化され従業員輸送の電車が運行されていた。

### 主な施設
- 武豊町役場
- 武雄神社
- 豊石神社
- 日油衣浦工場
- 泉万醸造株式会社（総合食品企業：字里中）
- 中定商店醸造伝承館
- MEGAドン・キホーテUNY武豊店（ピアゴ武豊店より転換）
- TAK21（1F：コノミヤ武豊店、2F：マツオカ）
- 東海旅客鉄道（JR東海）武豊線・武豊駅（東口から徒歩で15分程度）
- アグリス（JAあいち知多）玉貫支店

### バス路線
- 武豊町コミュニティバス

※ 上記のほか、知多バスが運行する常滑市コミュニティバスも乗り入れている。なお、かつては知多バスにより、上野間駅・師崎港方面の路線が運行されていた。

## 隣の駅
名古屋鉄道
KC 河和線
■特急（当駅より河和・内海方の各駅に停車）
青山駅 (KC14) - 知多武豊駅 (KC16) - 富貴駅 (KC17)
□快速急行・■急行 ・■準急・■普通
上ゲ駅 (KC15) - 知多武豊駅 (KC16) - 富貴駅 (KC17)
※ かつては当駅 - 富貴駅間に浦島駅が存在した。